# Sultanina

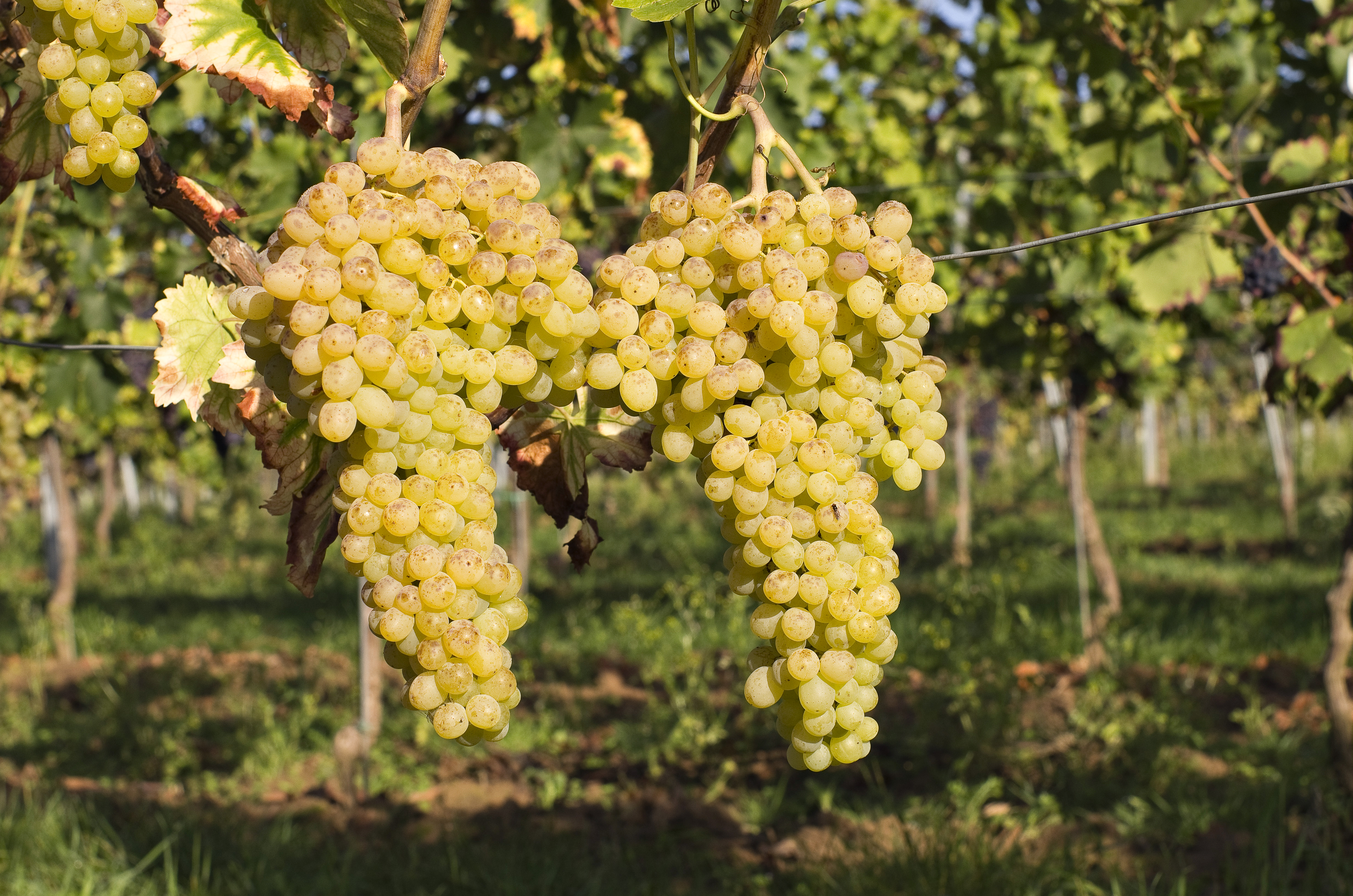
Sultanina (Thompson Seedless)

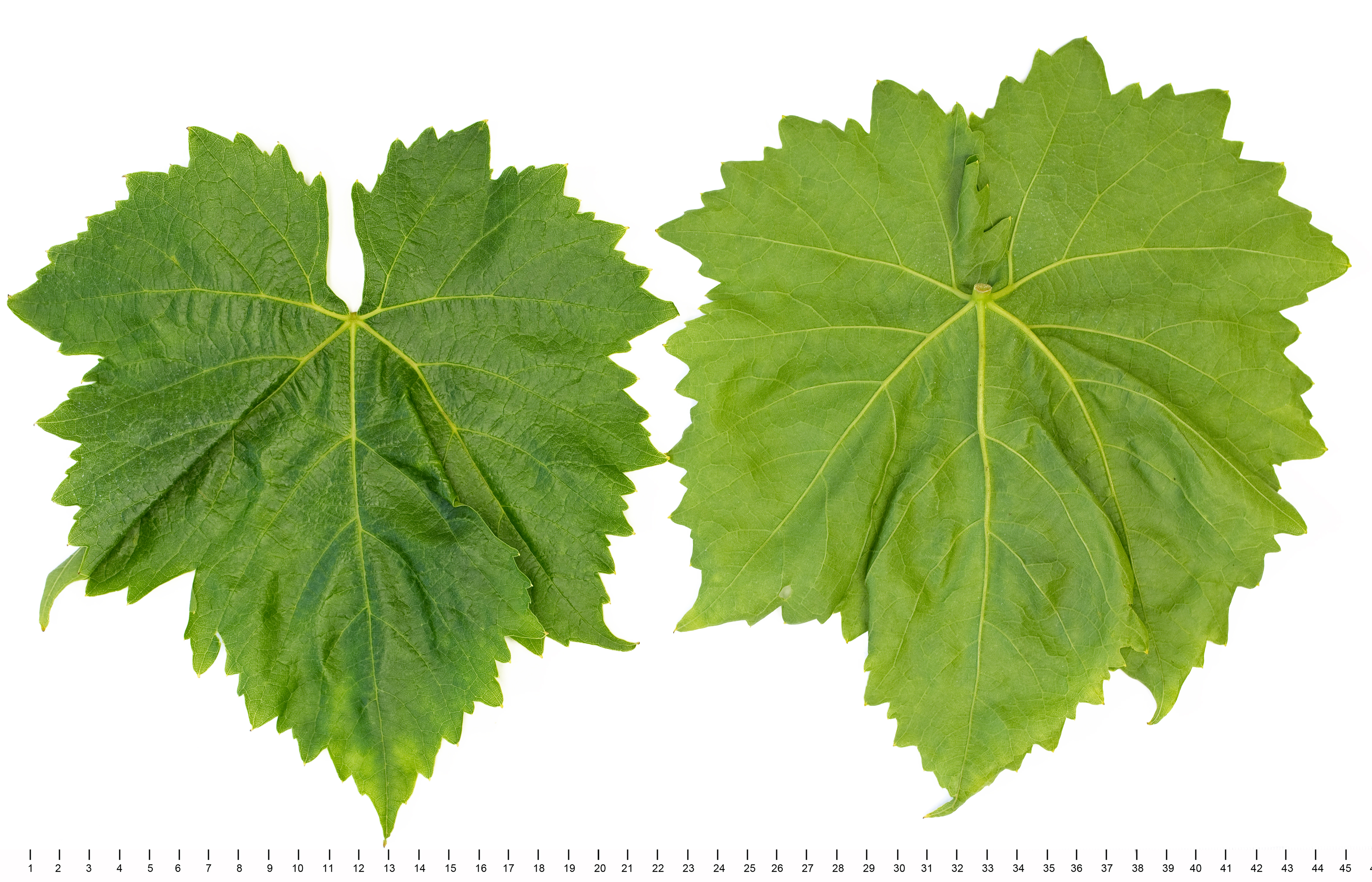
Reifes Blatt der Rebsorte Sultanina (Ober- und Unterseite)

Sultanina (häufig auch Sultana) ist eine Rebsorte mit weißen, kernlosen Beeren. Sie ist eine der wichtigsten Tafeltrauben und war 2015 die Rebsorte mit der weltweit drittgrößten Anbaufläche. Die Rebsorte dient hauptsächlich als Tafeltraube und zur Erzeugung von Rosinen. Weiter wird aus ihr ein neutraler Weißwein und Traubenmostkonzentrat hergestellt. Ihr Wein wird oft als Grundwein in der Destillation verwendet. Diese Sorte stammt vermutlich aus dem östlichen Mittelmeerraum oder dem südlichen Iran.
Sie wird weltweit auf etwa 300.000 ha angebaut. Die wichtigsten Anbaugebiete sind die Türkei, die Vereinigten Staaten, insbesondere Kalifornien, Iran, Griechenland, Chile, Australien, Syrien, Südafrika, China und der Irak.
In Kalifornien ist sie die Sorte mit der größten Anbaufläche und fast ausschließlich im Rosinenzentrum Central Valley zu finden. William Thompson hat die Rebsorte in Kalifornien eingeführt, daher heißt sie häufig auch Thompson Seedless.
Sultanina gedeiht sehr gut in warmen, trockenen Gegenden. Sie bildet hellgrüne, kleine, ovale, häufig kernlose Beeren aus. Während ihrer Blüte spricht sie gut auf das Pflanzenhormon Gibberellin an und bildet dann weniger, dafür aber größere Beeren aus.
Sultanina diente als Kreuzungspartner bei der roten und der weißen Sorte Carina, bei der auf Amerikanerreben basierenden Hybride Himrod und der in Australien gezüchteten Sorte Tulillah.

## Ampelographische Sortenmerkmale
In der Ampelographie wird der Habitus folgendermaßen beschrieben:
- Die Triebspitze ist offen. Sie ist nur spinnwebig behaart und von hellgrüner Farbe. Die Jungblätter sind unbehaart und glänzend.
- Die mittelgroßen bis großen, hellgrünen Blätter sind fünflappig und mitteltief gebuchtet. Die Stielbucht ist lyrenförmig geschlossen. Das Blatt ist nur stumpf gezähnt. Die Zähne sind im Vergleich der Rebsorten mittelgroß. Die Blattoberfläche (auch Spreite genannt) ist glatt und glänzend.

- Die meist konus- bis walzenförmige Traube ist mehrfach geschultert, groß und lockerbeerig. Die rundlichen Beeren sind klein und von gold-gelber Farbe. Die Schale der Beere ist stark und fest.

Die Sultanina verfügt über einen kräftigen Wuchs. Sie treibt spät aus und entgeht daher meist den Frühjahrsfrösten. Die Rebsorte ist sehr anfällig gegen die Rebkrankheiten Echter Mehltau (auch Oidium genannt), Falscher Mehltau, Eutypiose und Anthraknose. Die Dicke der Beerenschale schützt vor Grauschimmelfäule; die Beeren können daher lange am Stock reifen und sind gut transportfähig. Insbesondere die Transportfähigkeit ist im Bereich der Tafeltrauben ein wichtiger Faktor.
Die Trauben reifen Anfang bis Mitte Oktober, physiologisch ca. 20 Tage später als die des Gutedels.

## Synonyme
Die Rebsorte Sultanina ist auch bekannt unter weiteren 142 Namen: Ag Kishmis, Ag Kishmish, Ag Kismis Oval, Ag Kismisi, Ag Oval Kishmish, Ag Oval Kismis, Ak Kishmish, Akouno, Avtobi, Banati, Banati Abiad, Banati Abyad, Bealo Bez Seme, Bedona, Beneti Blanc, Besseme Byale Edro, Bessemiannyi, Bessemyannyi, Beyaz Kismisi, Bez Seme Belo, Bidane, Bidane Khoram, Bidane Qermez, Bidane Quermez Qazvin, Bidane Qurvah, Bidane Sefid, Bidane Sefid Qazvin, Bidaneh, Bidaneh Ghelmez, Bidaneh Safid, Cekirdeksis, Cekirdeksiz, Cekirdeksiz Sultani, Cekirdeksiz Topan, Cekirdeksiz Uezuem, Cekirdeksiz Yuvarlak, Cekizdecsis, Cikarda, Couforogo, Dora Jones, Edro Bez Seme, Erevani Degin, Erevani Zheltyi, Ezekerdeksiz, Feher Szultan, Feher Szultanszoeloe, Feherszultan, Kechmiche Jaune, Kechmish A Grains Oblongs, Kechmish Blanc, Kechmish Jaune, Kechmish Jaune A Graines Oblongs, Kechmish Jaune A Grains Oblongs, Keshmeshi, Keshmeshi Sefid, Keshmish Blanc, Keshmishi Sefid Quchan, Khurmayi, Kichmich Blanc Ovale, Kichmichi, Kis Mis Alb, Kishmish, Kishmish Alb, Kishmish Belye, Kishmish Belyi, Kishmish Belyi Ovalnyi, Kishmish Blanc, Kishmish Indiiskii, Kishmish Indiyski, Kishmish Ovalnyi, Kishmish Safed, Kishmish Safet, Kishmish Safid, Kishmish Safy, Kishmish Zheltyi, Kishmishi Belyi, Kishmishi Belyj, Kishmishi White, Kismis, Kismis Alb, Kismis Belii, Kismis Belii Ovalny, Kismis Jeltii, Kismis Safet, Kismis Safet Okruglai, Kismisi Beyaz, Kouforrogo, Lady Decoverly, Maisi, Maizi, Murray River Pinot, Negotalea, Oval Kishmish, Perzsiai Feher, Pusa Seedless, Roumined, Santonina, Sary Kishmish, Shendel Khani, Shindukhani, Sin Hueso, Sin Pu Tao, Sin Semilla, Sirihi Sultani, Soultani, Soultania, Soultanina, Soultanina Aspri, Soultanina Razakia, Staphida Aspri, Sultan, Sultana, Sultana Sidless, Sultani, Sultani Beyaz, Sultani Cekirdeksiz, Sultani Sirihi, Sultanieh, Sultanina Alba, Sultanina Bela, Sultanina Bianca, Sultanina Bijela, Sultanina Blanche, Sultanine, Sultanine Bijela, Sultanine Blanche, Sultaniye, Sultaniye Kinalyi, Sultany, Summit, Szultan Szoelloe, Szultan Szoeloe, Szultania, Tchekirdeksis, Tchekirdeksiz, Tchekirdeksiz Uzum, Thompson Seedless, Tompson Sidles, Tsimpimpo, Turqui, Uva de Passa, Wuhebai.